# Pempeliella
Pempeliella este un gen de molii care aparține familiei Pyralidae. Genul a fost descris de Aristide Caradja în 1916.

## Specii
- Pempeliella alibotuschella (Drenowski, 1932)
- Pempeliella ardosiella (Ragonot, 1887)
- Pempeliella aurorella (Christoph, 1867)
- Pempeliella bayassensis Leraut, 2001
- Pempeliella enderleini (Rebel, 1934)
- Pempeliella lecerfella (D. Lucas, 1933
- Pempeliella macedoniella Ragonot, 1887
- Pempeliella malacella Staudinger, 1870
- Pempeliella matilella Leraut, 2001
- Pempeliella ornatella (Denis & Schiffermüller, 1775)
- Pempeliella sororculella Ragonot, 1887
- Pempeliella sororiella (Zeller, 1839)